# (3-chloor-2-hydroxypropyl)trimethylammoniumchloride
(3-chloor-2-hydroxypropyl)trimethylammoniumchloride, gewoonlijk afgekort tot CHPTAC, is een quaternair ammoniumzout. Het wordt gebruikt voor productie van kationisch zetmeel, dat ingezet wordt in de papierproductie. In zuivere vorm is het een vaste stof, maar CHPTAC wordt normaal getransporteerd en gebruikt als een oplossing in water met een concentratie van 50 tot 70% en met een licht zure pH van 3 tot 5, om hydrolyse te vermijden.
CHPTAC is vergelijkbaar met EPTAC, dat ervan afgeleid is, en wordt voor gelijkaardige doeleinden gebruikt. Het wordt door Dow Chemical gecommercialiseerd onder de naam Quat 188.